# Dąbrówka (powiat grójecki)
Dąbrówka – wieś sołęcka w Polsce położona w województwie mazowieckim, w powiecie grójeckim, w gminie Pniewy. Leży nad Jeziorką dopływem Wisły.
W latach 1975–1998 miejscowość należała administracyjnie do województwa radomskiego.